# 割礼岬
座標: 南緯54度24分39秒 東経3度20分48秒 / 南緯54.4109度 東経3.3467度

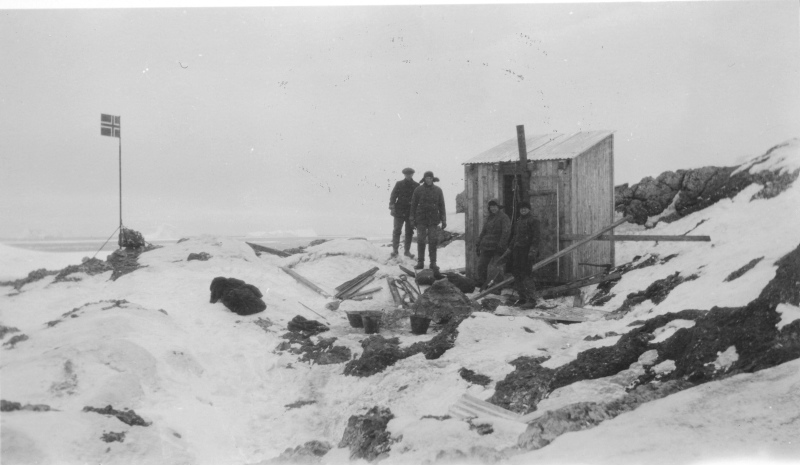
割礼岬（1929年）

ブーベ島の地図。割礼岬は北西部にある。

割礼岬（かつれいみさき、シルコンシション岬、ノルウェー語: Kapp Circoncision、英語: Cape Circoncision）は、南大西洋に存在するノルウェー領ブーベ島北西部に存在する岬。名前の由来は主の割礼祭から。